# The Hopes of Blind Alley
The Hopes of Blind Alley é um filme mudo norte-americano de 1914, do gênero drama, dirigido por Allan Dwan e estrelado por Lon Chaney. O filme é agora considerado perdido.

## Elenco
- Pauline Bush - Pauline
- Murdock MacQuarrie - Jean Basse
- William C. Dowlan - o artista fracassado
- Lon Chaney - o vendedor
- George Cooper - o zelador